# Unstrut-Radweg
Der Unstrut-Radweg ist ein 191 km langer Rad- und Wanderweg entlang der Unstrut in Thüringen und Sachsen-Anhalt.

## Wegführung
Von der Quelle der Unstrut bei Kefferhausen im Eichsfeld führt der Weg über Dingelstädt, Mühlhausen, Bad Langensalza, Sömmerda, Griefstedt, Heldrungen, Artern, Roßleben, Nebra, Laucha an der Unstrut und Freyburg (Unstrut) bis zum Blütengrund von Großjena an der Mündung des Flusses in die Saale bei der Domstadt Naumburg (Saale).

## Attraktionen am Wegrand
Der Unstrut-Radweg führt durch eine Landschaft mit Fachwerkhäusern, historischen Burgen, Schlössern, Klöstern, mittelalterlichen Befestigungsanlagen, Landwirtschaft und Naturschutzgebieten. Er verbindet die Bundesländer Thüringen und Sachsen-Anhalt. Zwischen Dachrieden und Reiser führt der Weg durch das wild-romantische Reisersche Tal. Eine Besonderheit am Wegesrand ist auch die Heckrinderherde im Großengotternschen Ried. Das Unstruttal bei Nägelstedt lockt im Frühjahr mit einem der größten Vorkommen des Frühlings-Adonisröschens, in Herbsleben kauft man frisch gestochenen Spargel oder genießt ihn in einem der Gasthäuser. In Werningshausen lohnt ein Besuch des ökumenischen Benediktinerklosters St. Wigberti. Am Speicher Straußfurt sind vor allem während der Zugzeiten Vogelbeobachtungen möglich, der Speichersee und seine Umgebung wird regelmäßig von Kranichen aufgesucht. In Leubingen lohnt ein Besuch des Fürstengrabs und der in einer Heimatstube ausgestellten Nachbildungen der archäologischen Funde. Naturkundlich und historisch interessant ist die Thüringer Pforte bei Sachsenburg, dort durchbricht die Unstrut mit einer Talenge die Gebirgsumrahmung des Thüringer Beckens. Die Pforte ist eine alte Passstraße, die im Mittelalter mit Burgen abgesichert wurde, deren Ruinen besichtigt werden können. Am Solgraben in Artern befindet sich eine der wenigen Stellen im Binnenland, an der Salzpflanzen beobachtet werden können. Im Zentrum Arche Nebra bei Wangen kann man sich über die in der Nähe gefundene Himmelsscheibe von Nebra informieren, die weltweit älteste Sternenabbildung ihrer Art. In Nebra beginnt die Weinstraße Saale-Unstrut. Weinberge, Straußwirtschaften und Weinberghäuschen begleiten den Radweg bis nach Freyburg, wo Führungen durch eine Sektkellerei oder den herzoglichen Weinberg angeboten werden.

## Etappeneinteilung
Im Jahr 2004 wurden große Abschnitte des Unstrutradweges fertiggestellt und eine Beschilderung vorgenommen. Der Radweg ist somit weitgehend gut befahrbar und eignet sich wegen seiner geringen Höhenunterschiede auch für Familien mit älteren Menschen oder Kindern.
Als Gliederung in Abschnitte kann gelten:
1. Etappe: Quelle–Bad Langensalza (ca. 45 km);
2. Etappe: Bad Langensalza–Sömmerda (ca. 40 km);
3. Etappe: Sömmerda–Artern (ca. 40 km);
4. Etappe: Artern–Nebra (ca. 35 km);
5. Etappe: Nebra–Naumburg (ca. 35 km).

Die Anreise kann entweder mit der Bahn (Abschnitt Naumburg–Nebra (Unstrutbahn), Abschnitt Sömmerda–Artern und im Abschnitt Bad Langensalza–Mühlhausen–Silberhausen) oder mit dem Automobil über diverse Autobahnen und Bundesstraßen erfolgen.

## Fotos

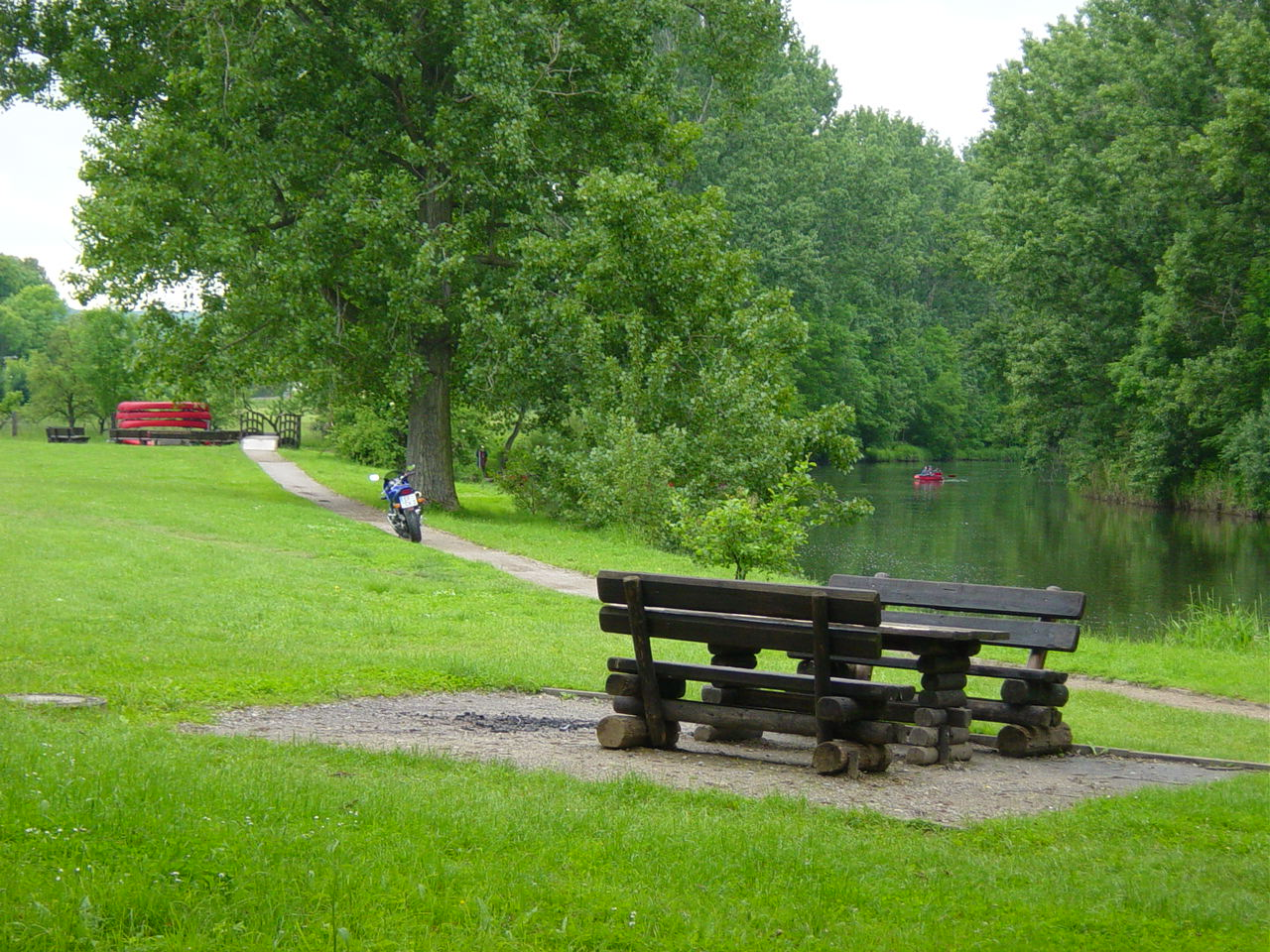
Unstrut, Radweg und Rastplatz in Balgstädt
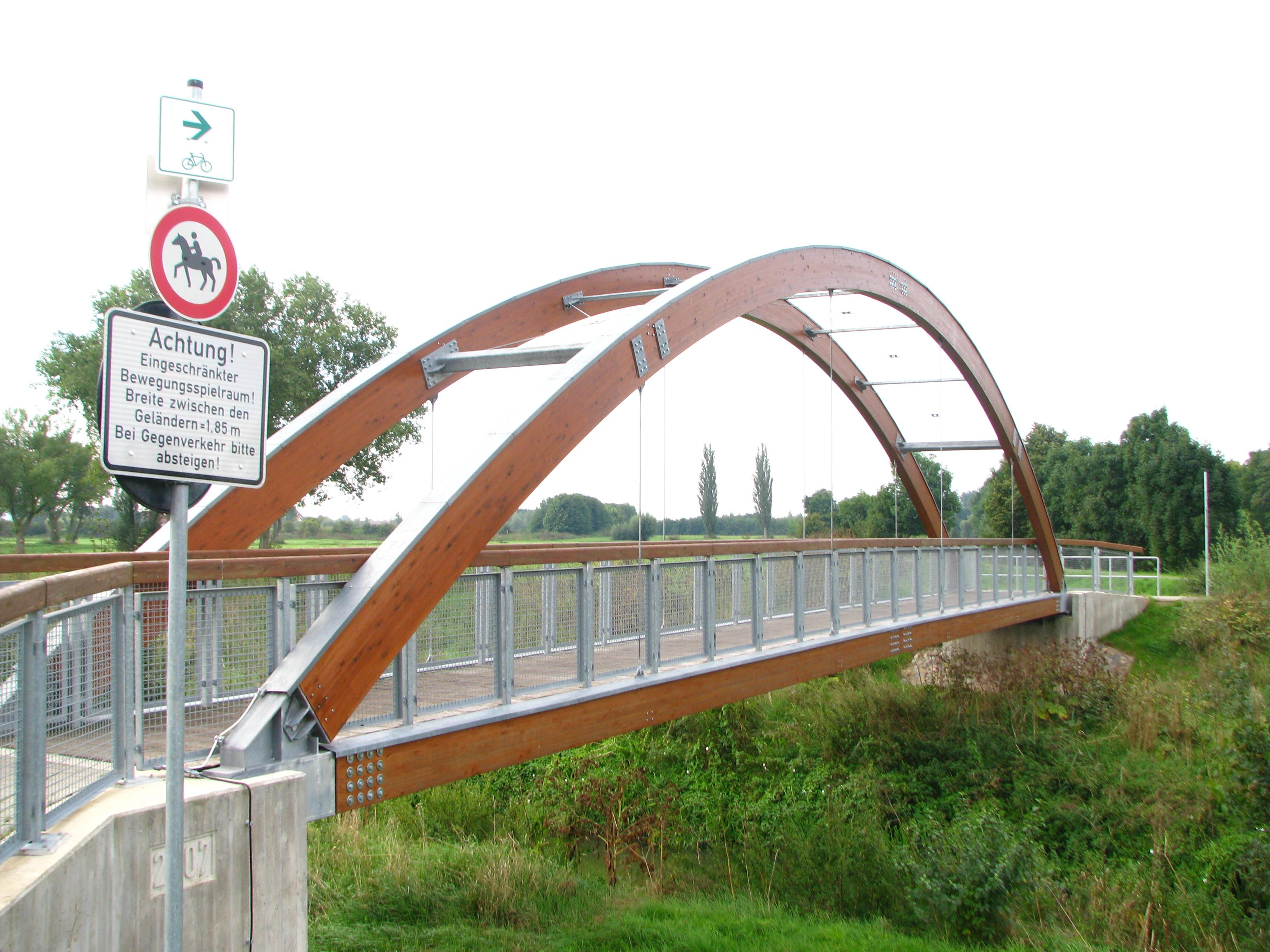
Bogenbrücke für den Unstrut-Radweg bei Leubingen
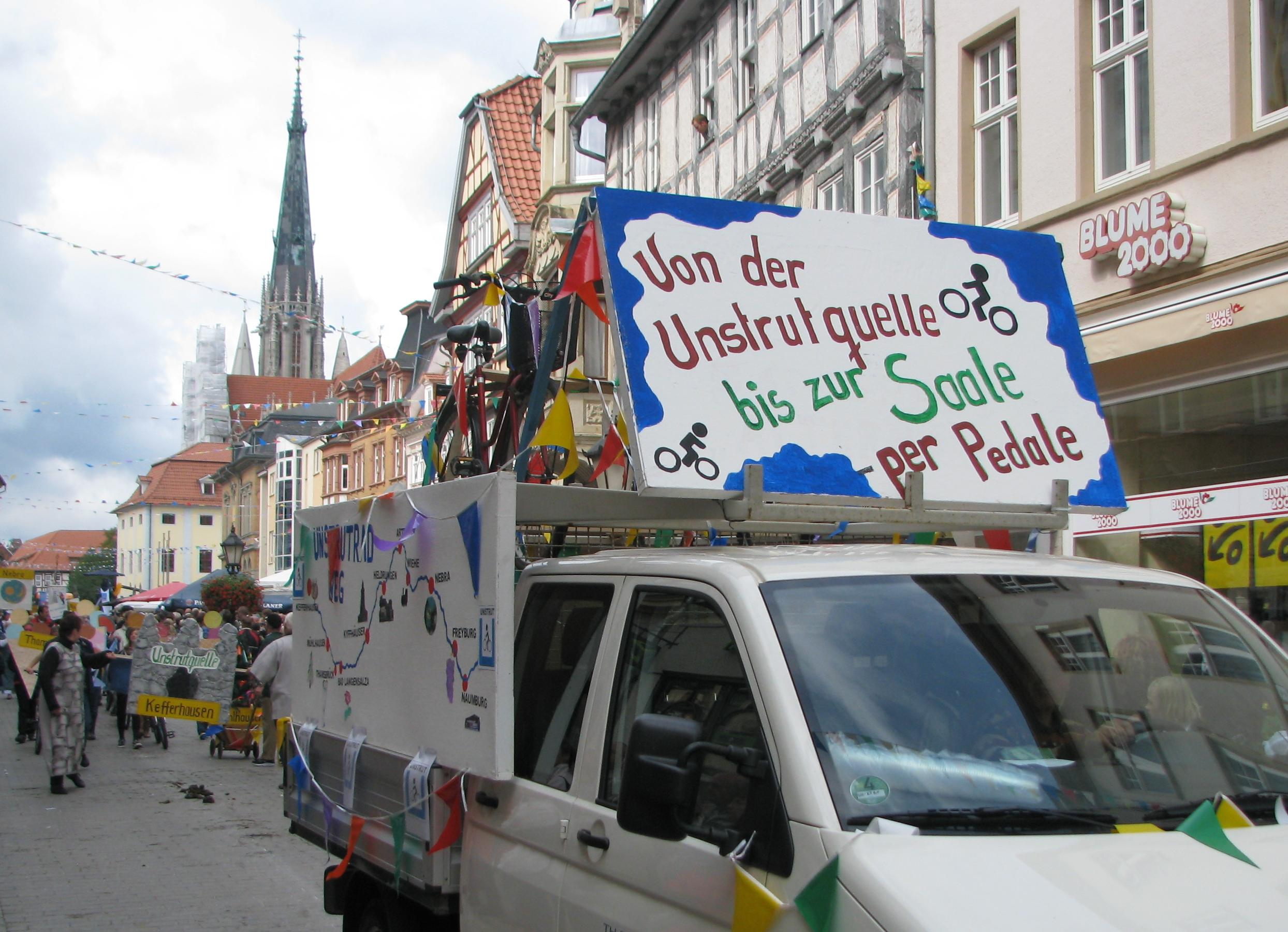
Motivwagen zum Unstrutradweg beim Kirmesumzug in Mühlhausen
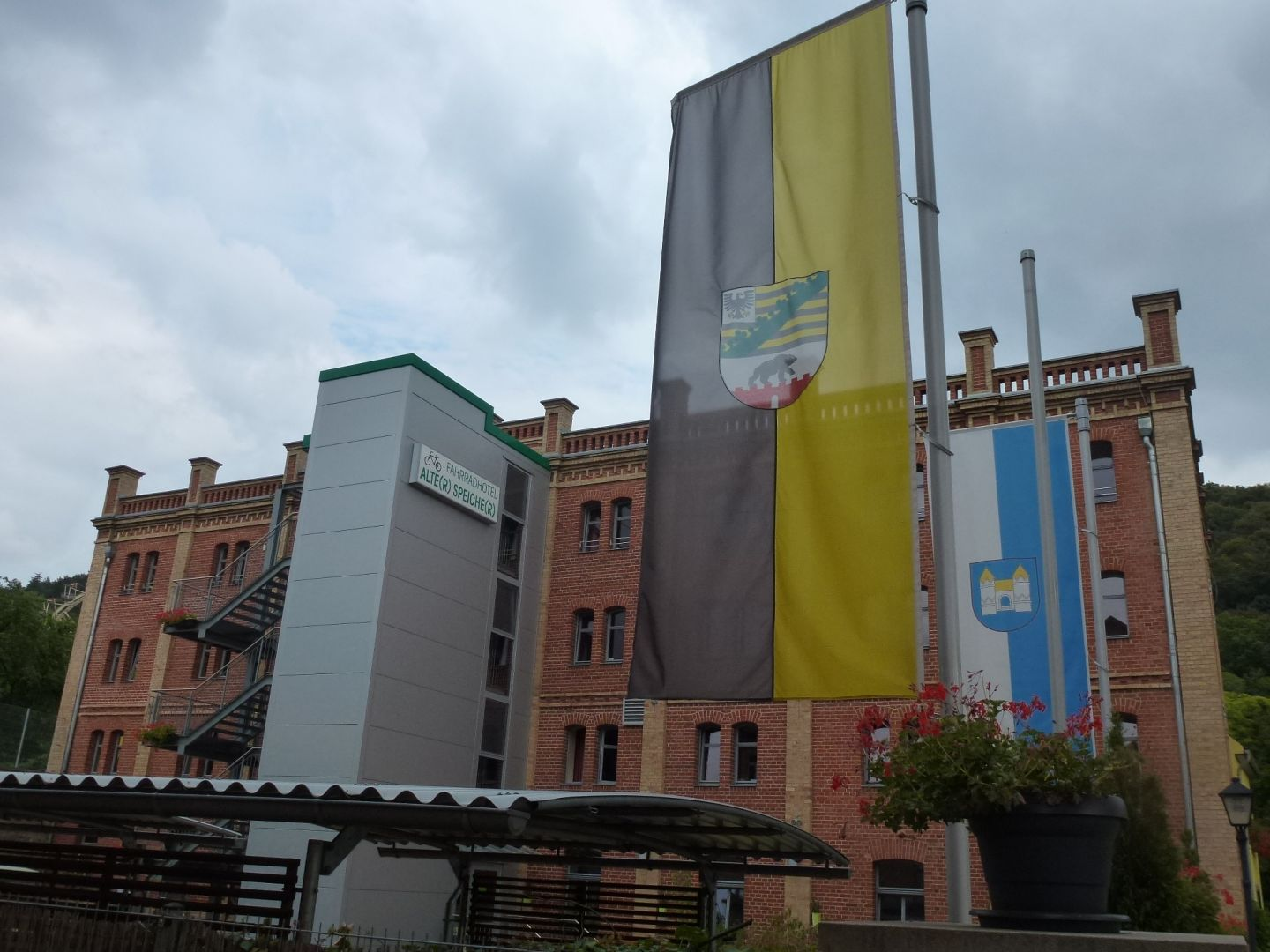
Fahrradhotel "Alte(r) Speiche(r)" in Freyburg (Unstrut)

## Sonstiges
Während des Umzugs zur Mühlhäuser Kirmes wurde der Unstrut-Radweg erstmals thematisiert und bekam einen eigenen Motivwagen.